# معبد هائینسا

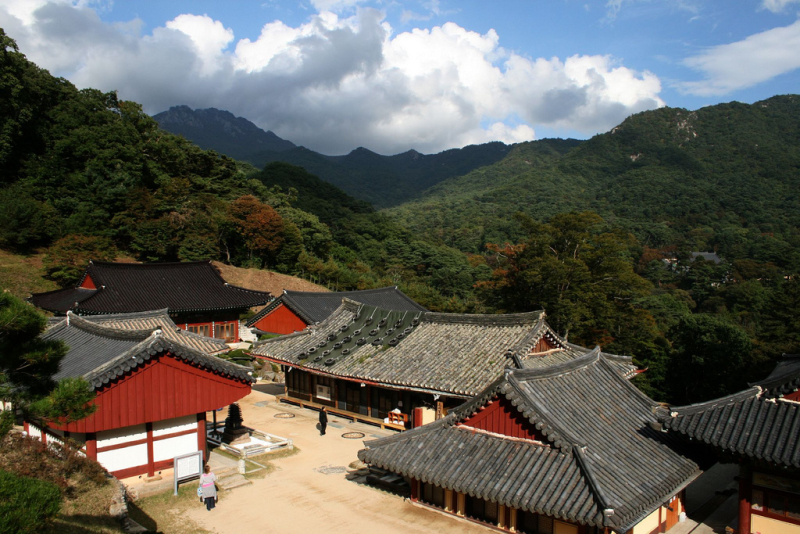
معبد هائینسا

معبد هائینسا ( معبد انعکاس روی دریای آرام ) معبد اصلی جوگی اردر مربوط به بودای کره‌ای در کوه‌های گایا، استان جئونسانگنام-دو در کره جنوبی است . هائینسا بیشتر به دلیل اینکه از سال ۱۳۹۸ محل نگهداری ترپیتاکا کوریانا، کتاب مقدس بودایی‌ها که بر روی ۸۱۳۵۰ قطعه چوبی کنده کاری شده‌است، مورد توجه قرار دارد .
معبد هائینسا در سال ۱۹۹۵ در فهرست میراث جهانی یونسکو به ثبت رسید.

## نگارخانه

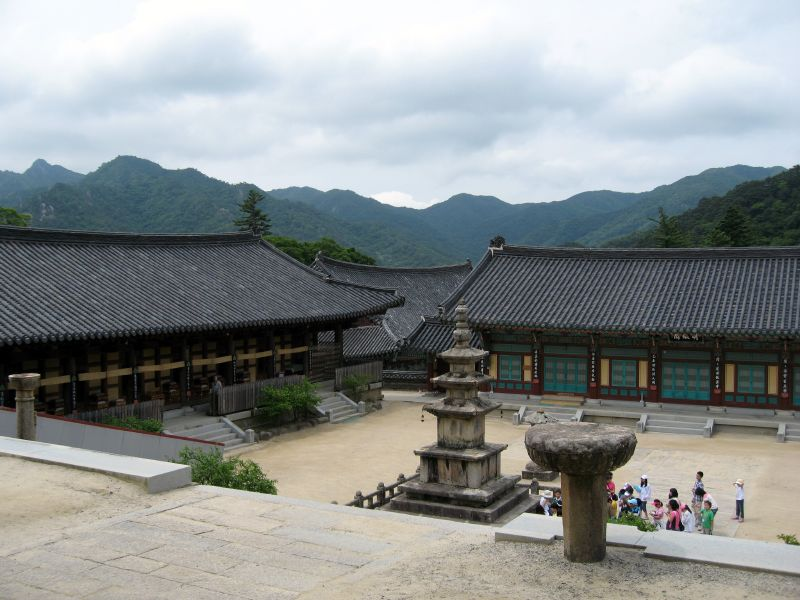
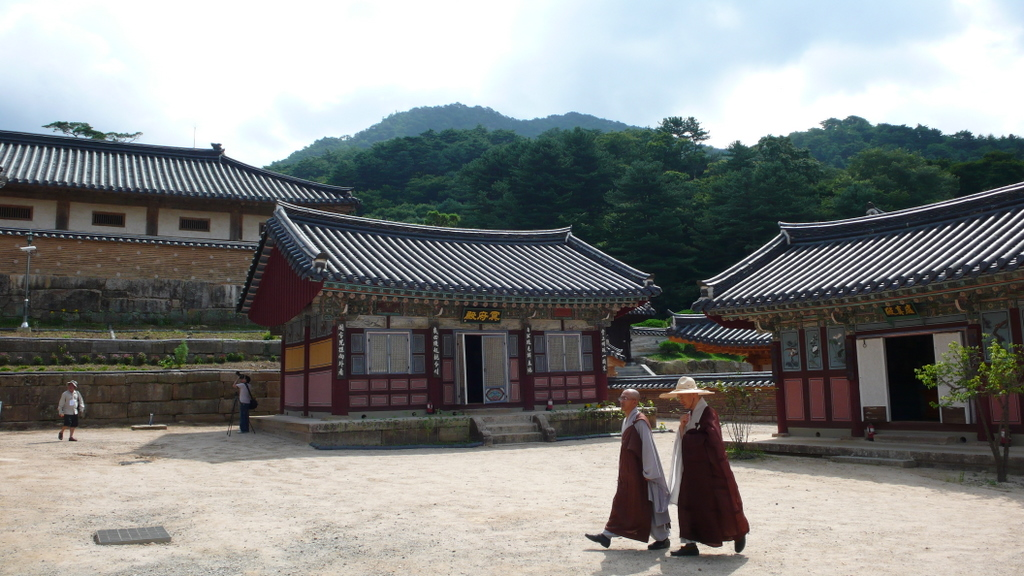
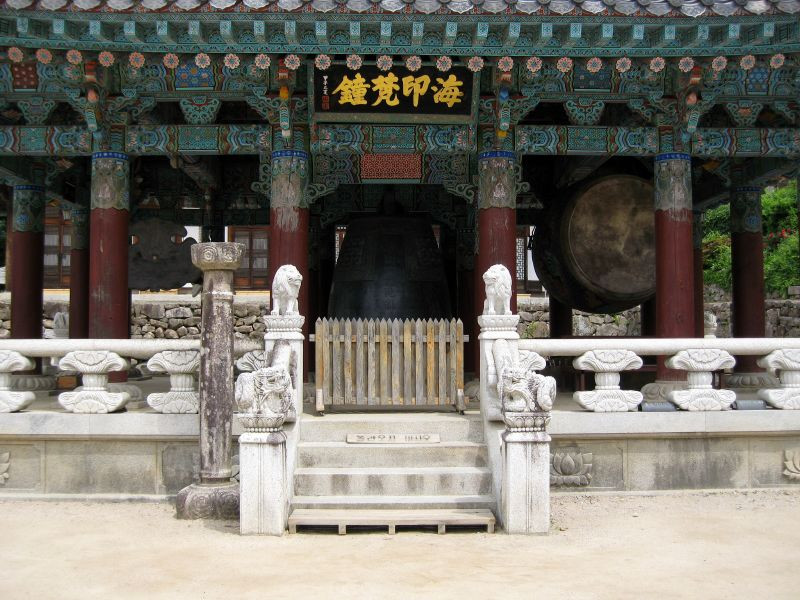
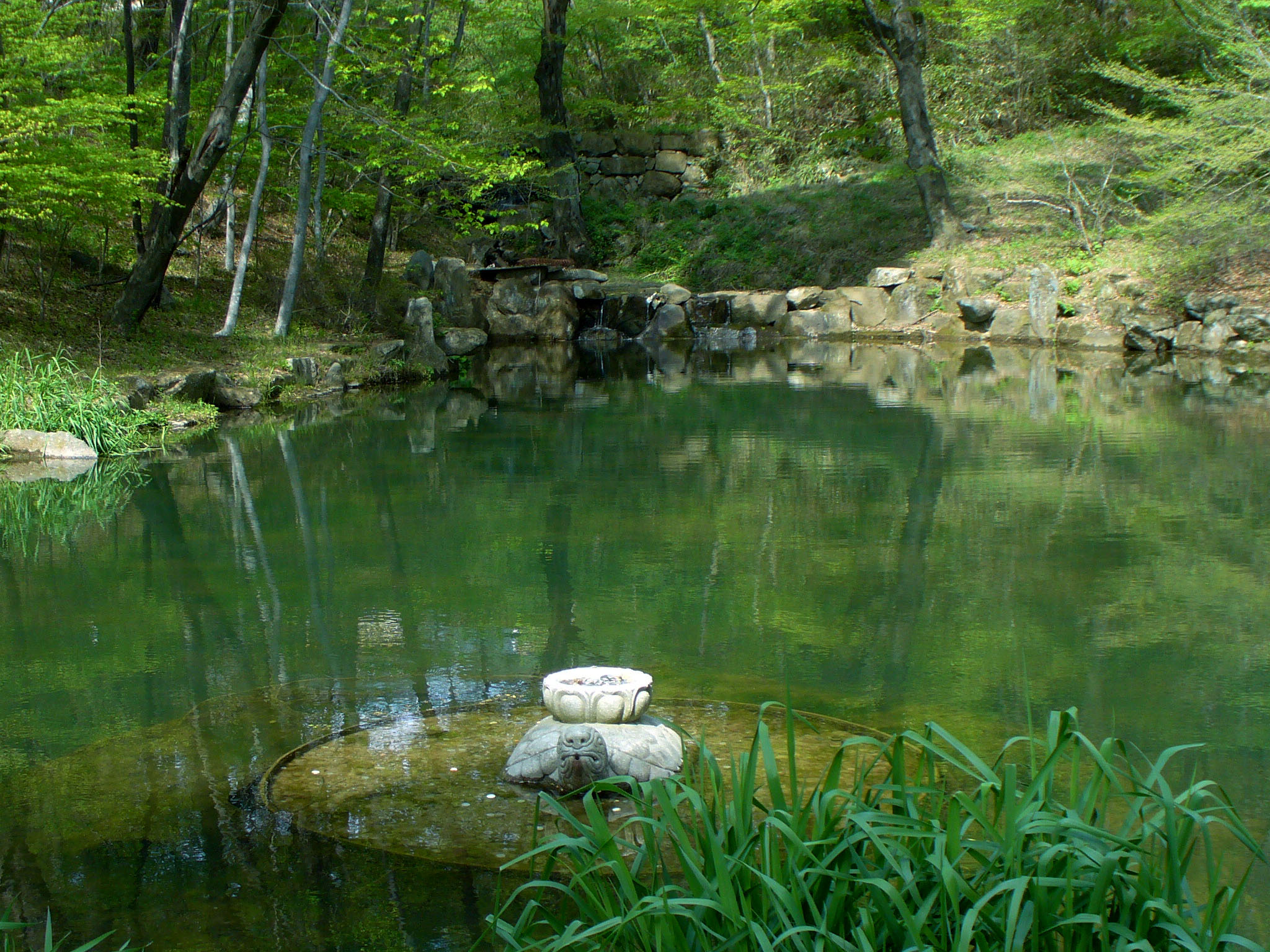